# مهناز افضلی
مهناز افضلی (زادهٔ ۱۳۴۲ در قصر شیرین) هنرپیشه و مستندساز اهل ایران است. او با فیلم مستند «کارت قرمز» به‌عنوان یک مستندساز مطرح شد.

## زندگی
افضلی دورهٔ دوسالهٔ بازیگری را در مدرسهٔ هنر پیشگی آناهیتا در تهران گذراند. وی بازی در نمایش‌های آماتوری را از سال ۱۳۵۷ تجربه نموده و بازی در سینما را از سال ۱۳۶۵ با فیلم گزارش یک قتل محمدعلی نجفی آغاز کرد. او همچنین گویندگی برنامه رادیویی «سینما و موسیقی» را برعهده داشت.

## فعالیت‌ها
مهناز افضلی در دوازدهمین جشن مستقل سینمای مستند ایران به عنوان داور حضور داشت. او در اعتراضات ۱۳۸۸ در حمایت از مردم ایران در کنار جمعی از مستندسازان از حضور در جشنواره سینما حقیقت خودداری کرد. افضلی در جریان اعتراضات آبان ۹۸ به‌همراه مستندسازان ایرانی در بیانیه‌ای خواستار «آزادی و حرمت گذاشتن به شأن معترضان و خانواده‌های داغدار و آسیب‌دیدهٔ» شد.

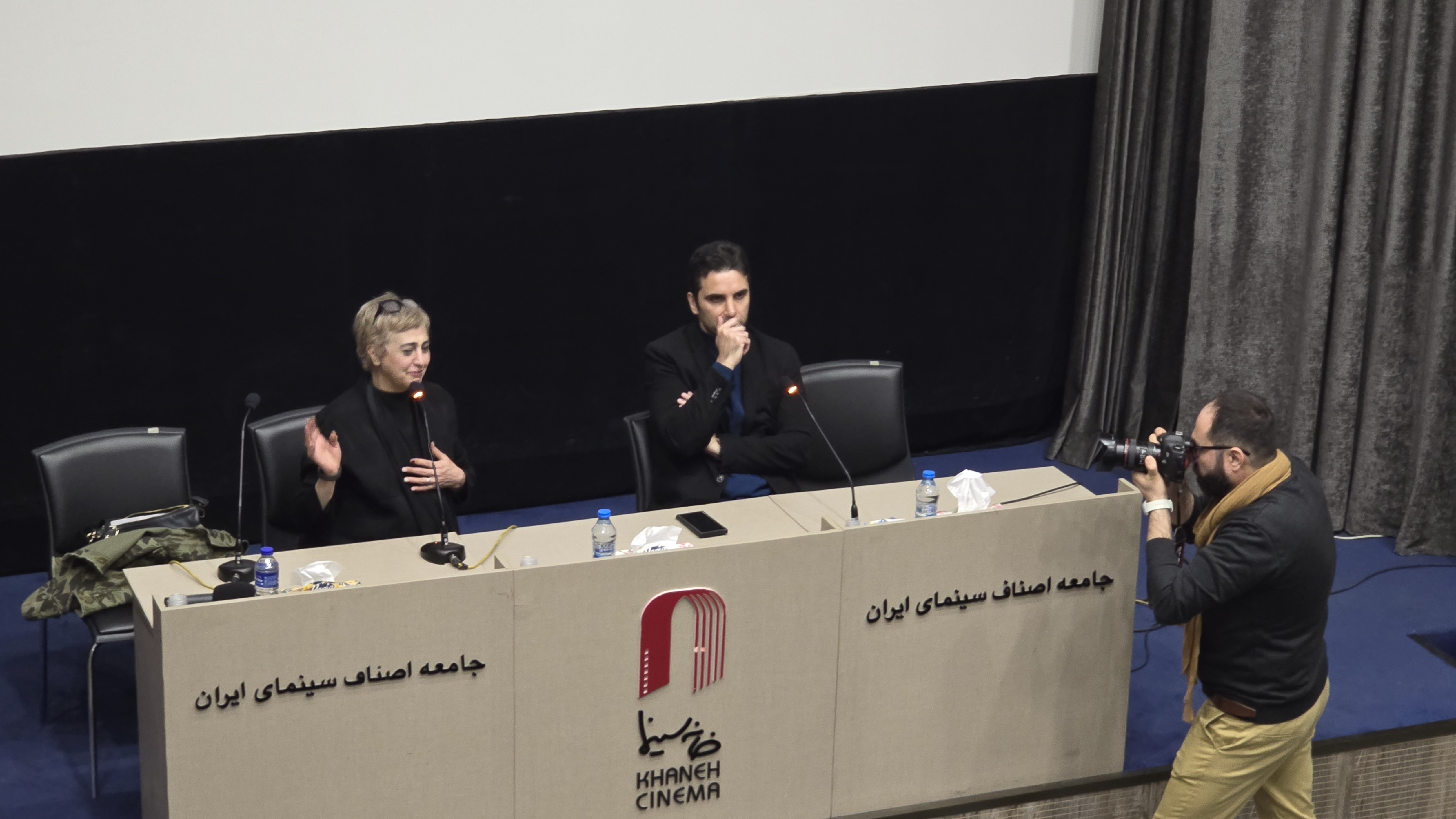
اکران مستند «فریم سوم» در خانه سینما، دی ۱۴۰۳

## آثار

### سینما
- سفر به هیدالو (۱۳۸۴)
- بازی (۱۳۸۳)
- عشق شیشه‌ای (۱۳۷۸)
- آن سوی آینه (۱۳۷۶)
- توفان شن (۱۳۷۵)
- آخرین بندر (۱۳۷۳)
- اشک و لبخند (۱۳۷۳)
- زمین آسمانی (۱۳۷۳)
- سوءظن (فیلم) (۱۳۷۱)
- عبور از غبار (۱۳۶۸)
- پرستار شب (۱۳۶۶)
- گزارش یک قتل (۱۳۶۵)

### تلویزیون
- جاده‌های سبز شمالی (۱۳۷۹–۱۳۸۰)
- کارستان (۱۳۹۳ به عنوان کارگردان)
- محاکمه (۱۳۷۷)
- توفان شن (۱۳۷۵)
- راز (۱۳۶۸)

### مستند
- بدون شاهد (۱۳۷۹)[۳]
- زنانه (۱۳۸۰)، روایت زندگیِ کارگران جنسی در تهران.[۸][۹]
- کارت قرمز (۱۳۸۶)، دربارهٔ پرونده شهلا جاهد.[۱۰][۱۱]
- مادر زمین (۱۳۹۵)، دربارهٔ هایده شیرزادی و فعالیت‌هایش در خصوص بازیافت پسماندها و چالش‌های زیست‌محیطی.[۳][۱۲]
- فریم سوم، روایت رخدادهای اجتماعی و سیاسی سال‌های ۱۳۹۶ تا ۱۴۰۱ ایران.[۱۳]